# Pârâul de Câmpie
Pârâul de Câmpie sau Valea Ludușului, Valea Zaului, Valea Sărmașului este un râu afluent al râului Mureș în partea dreaptă a acestuia. Pârâul de Câmpie se varsă în Mureș în zona orașului Luduș. Pârâul de Câmpie are o pantă mică având o vale îmbătrânită. Izvorăște la 410 metri altitudine în județul Bistrița-Năsăud. Lungimea cursului râului este de 59 kilometri, iar suprafața bazinului hidrografic este de 643 kilometri pătrați. Pe cursul râului s-au creat multe lacuri folosite ca și crescătorii de pește. Cei mai importanți afluenți sunt: Ciciana Mare, Răzoare, Șesu, Valea Morii, Sarchii

## Hărți
- Harta județului Mureș